# Plecia ruficornis
Plecia ruficornis är en tvåvingeart som beskrevs av Edwards 1927. Plecia ruficornis ingår i släktet Plecia och familjen hårmyggor. Inga underarter finns listade i Catalogue of Life.